# Ehemaliges Gärtnerhaus (Offenbach am Main)

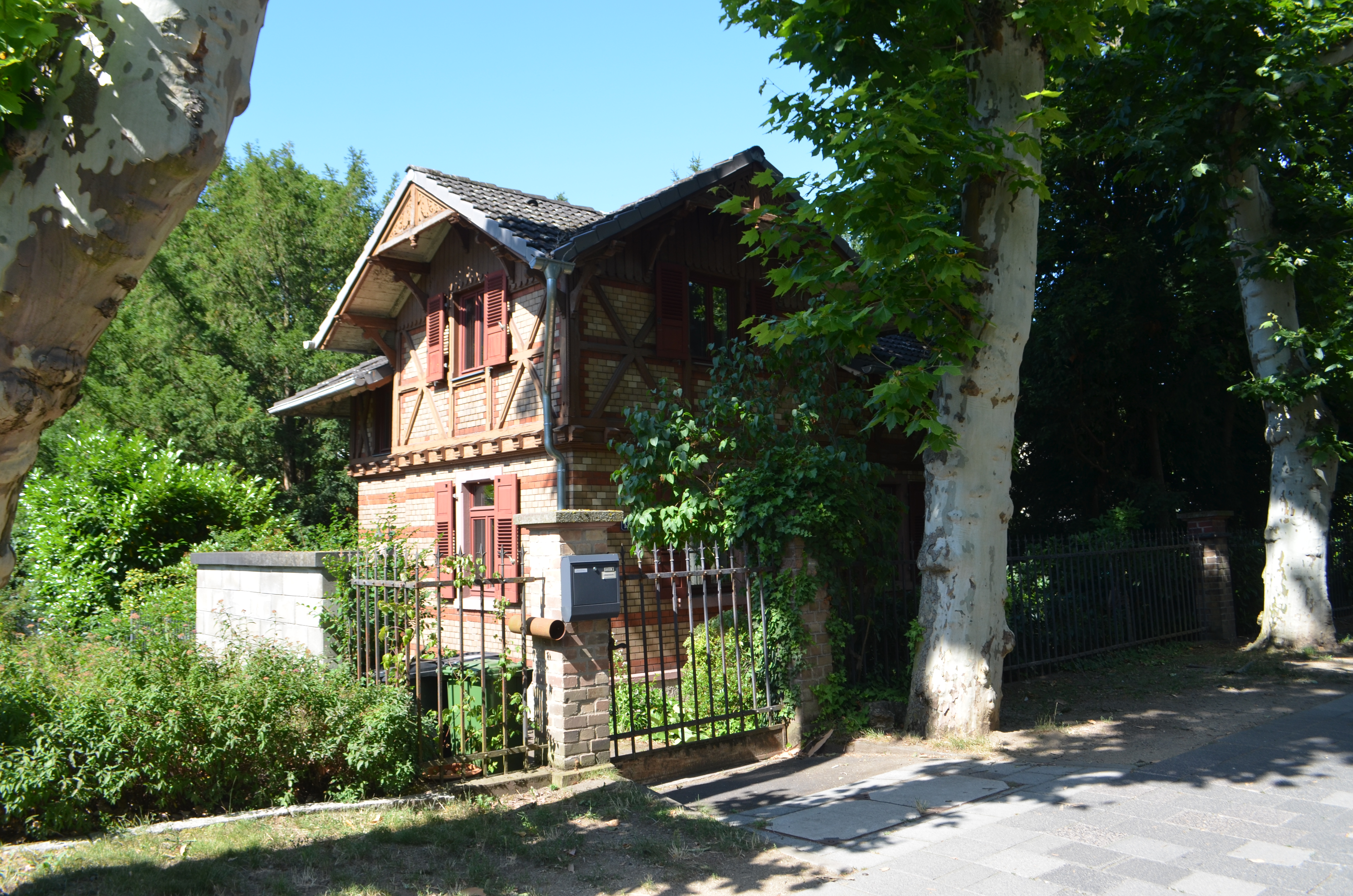
Ehemaliges Gärtnerhaus, Frankfurter Straße 131; vor Abschluss der Sanierung (2018)

Das ehemalige Gärtnerhaus in der Frankfurter Straße 131 im Stadtteil Westend von Offenbach am Main ist ein unter Denkmalschutz stehendes Fachwerkhaus.
Die Eigentümer wurden für die Sanierung mit dem Denkmalschutzpreis 2020 der Stadt Offenbach ausgezeichnet.

## Bauausführung
Das anderthalbgeschossige Haus wurde 1888 vom Bauunternehmen „Gebrüder Beck“ in Klinker und Fachwerk errichtet. Es gehörte ursprünglich zur Villa Löwenruhe und diente dieser als Gärtnerwohnung. Das Erdgeschoss ist in der Horizontalen durch den Aufbau des zweifarbigen Klinkers in Streifen betont. Im Obergeschoss finden sich Klinker und Fachwerk mit Andreaskreuzen und profilierten Balkenköpfen. Das Dach ist mit einem weiten Überstand ausgeführt, an den holzverschindelten Giebelseiten mit Freigespärre. Die Einfriedung mit Eisenstaketenzaun der Liegenschaft ist erhalten.
Neben der baukünstlerischen Bedeutung ist das Gebäude wichtig als Teil der ehemaligen Villa Löwenruhe und als Gärtnerhaus zudem von bautypologischer Bedeutung. Bei dem Gebäude handelt es sich um ein Kulturdenkmal aus geschichtlichen, künstlerischen und städtebaulichen Gründen.

## Sanierung und Ausbau
Mit einer ursprünglichen Wohnfläche von 70 Quadratmeter war das Haus zuletzt als Wohn- und Arbeitsstätte nicht mehr zeitgemäß. In der Zeit von 2015 bis 2020 erfolgte daher eine behutsame Erweiterung. Am hinteren Teil des Gebäudes entstand ein dezenter, trotzdem markanter Anbau, der von der Straßenseite kaum zu sehen ist. Der eingeschossige Anbau neigt sich um 15 Grad nach Nordwesten und fügt sich mit seiner Farbgebung harmonisch in den alten Baumbestand des Grundstücks ein. Die Anschlüsse an das alte Gebäude erfolgen dabei mit hohen Fensterflächen, sodass von außen die historische Bebauung weiterhin gut zu sehen ist. Der Anbau erweitert die Gebäudefläche um ein Wohn-Esszimmer mit offener Küche.
Der Eingriff in das Denkmal erfolgte lediglich am ehemaligen Küchenfenster zum Garten hin. Dort wurde die Brüstung entfernt, die Laibung in Sandstein gefasst und dadurch ein Durchgang in den Anbau geschaffen. Die bisherige Außenfassade, welche nun im Anbau liegt, wurde restauriert. Die dort befindlichen Halterungen der Fensterläden und das Regenfallrohr liegen nun innen. Der Anbau stellt in seiner Reduziertheit einen Kontrast zwischen Alt und Neu dar, was durch die leichte Verdrehung noch betont wird.
Das historische Gebäude wurde zugleich Zug um Zug denkmalgerecht saniert. So wurden zuletzt das Fachwerk und die Holzteile der Dachkonstruktion fachgerecht aufgearbeitet. Der Garten und sein alter Baumbestand konnten weitgehend erhalten bleiben. Lediglich drei Eiben mussten entfernt werden, wurden jedoch an anderer Stelle ersetzt.
Der Denkmalbeirat der Stadt Offenbach zeichnete die Eigentümer als Anerkennung der Leistung der Renovierung mit dem Offenbacher Denkmalschutzpreis 2020 aus. Ein wichtiges Kriterium des Denkmalbeirats bei seiner Entscheidung für die Preisvergabe zugunsten der Liegenschaft Frankfurter Straße 131 war das weit über das übliche Maß hinausgehende private Engagement. Zudem wurden sämtliche Arbeiten einvernehmlich mit der Unteren Denkmalschutzbehörde abgestimmt.